# Corrigan Creek
Corrigan Creek är ett vattendrag i Kanada.   Det ligger i provinsen Ontario, i den sydöstra delen av landet, 1 000 km nordväst om huvudstaden Ottawa.
I omgivningarna runt Corrigan Creek växer i huvudsak blandskog. Trakten runt Corrigan Creek är nära nog obefolkad, med mindre än två invånare per kvadratkilometer.